# Felix Ensslin
Felix Robert Ensslin (* 13. Mai 1967 in West-Berlin) ist ein deutscher Kurator, Theaterautor, Dramaturg, Regisseur, Hochschullehrer und Philosoph.

## Leben und Wirken
Felix Ensslin ist der Sohn der Autorin, Verlegerin und RAF-Terroristin Gudrun Ensslin und des Autors und Verlegers Bernward Vesper. Seine Großväter sind der Dichter und Schriftsteller Will Vesper väterlicherseits und der Pfarrer Helmut Ensslin mütterlicherseits. Sein Patenonkel war der Wortführer der Studentenbewegung Rudi Dutschke.
Seine Mutter Gudrun Ensslin wurde kurz nach den Kaufhaus-Brandstiftungen am 2. April 1968 in Frankfurt am Main verhaftet. Seitdem lebte Felix Ensslin bei seinem Vater Bernward Vesper, von dem sich seine Mutter im Februar 1968 getrennt hatte. Im September 1969 kam das Kind auf Betreiben Gudrun Ensslins zu Pflegeeltern, einem Ehepaar in Undingen auf der Schwäbischen Alb, das entfernt mit der Familie Ensslin bekannt war. 
Im November 1969 floh Gudrun Ensslin vor einer drohenden Freiheitsstrafe ins Ausland. Im Januar 1970 kehrte sie in die Bundesrepublik Deutschland zurück, gründete zusammen mit anderen die Rote Armee Fraktion und lebte bis zu ihrer Verhaftung im Juni 1972 im Untergrund. Bernward Vesper nahm sich im Mai 1971 in der Psychiatrischen Abteilung des Universitätsklinikums Hamburg-Eppendorf das Leben. Gudrun Ensslin beging 1977 in der Todesnacht von Stammheim in der Justizvollzugsanstalt Stuttgart Suizid. 
Nach eigenen Angaben hat Felix Ensslin keine Erinnerungen an seine leibliche Mutter. Als Kind zog er sich durch einen Unfall mit konzentrierter Salzsäure erhebliche Gesichtsverletzungen zu.
Nach seinem 1987 an der Diltheyschule in Wiesbaden bestandenen Abitur studierte Felix Ensslin an der New School for Social Research in New York Philosophie und Theaterregie und erreichte 1992 den B.A. am Lang College, New School University, New York. Den M.A. in Philosophie erlangte er 1996 mit der Arbeit The Origins of Modern Self-Consciousness in Luther’s Lectures on Romans. Ensslin schrieb Essays und entwarf Bühnenbilder.
Von 1995 bis 1999 war Felix Ensslin Mitarbeiter und politischer Berater der Abgeordneten und Bundestagsvizepräsidentin Antje Vollmer (Bündnis 90/Die Grünen). In der folgenden Legislaturperiode von 1999 bis 2002 arbeitete er als Büroleiter und politischer Berater des Fraktionsvorsitzenden der Bundestagsfraktion Bündnis 90/Die Grünen Rezzo Schlauch.
Von 2002 bis 2006 wirkte Ensslin als Regisseur und Dramaturg am Deutschen Nationaltheater und Staatskapelle Weimar. Mitte Dezember 2004 setzte er dort sein Erstlingswerk Durch einen Spiegel ein dunkles Bild in Szene. 2006 inszenierte er Die Räuber von Friedrich Schiller. Im Oktober 2009, anlässlich des 250. Geburtstages von Schiller, hatte dort seine Inszenierung des Don Carlos Premiere.
Felix Ensslin arbeitete seit Sommer 2003 zusammen mit Klaus Biesenbach und Ellen Blumenstein an der Konzeption der Berliner Ausstellung Zur Vorstellung des Terrors: Die RAF-Ausstellung in den Berliner Kunst-Werken. Die Umsetzung des Projekts verzögerte sich durch eine kontroverse öffentliche Debatte. Die Ausstellung mit Werken von 50 Künstlern fand dann von Ende Januar bis Mitte Mai 2005 statt. Von Juni bis August 2005 wurde die Ausstellung in der Neuen Galerie Graz des Universalmuseums Joanneum gezeigt.
Am Zentrum für Kunst und Medientechnologie (ZKM) Karlsruhe kuratierte Ensslin 2007 zusammen mit Ellen Blumenstein die Ausstellung Zwischen zwei Toden. Zwischen November 2007 und Januar 2008 fand die von Ensslin kuratierte Ausstellung Berlin Noir in der Perry Rubenstein Gallery in New York statt.
Gemeinsam mit Marcus Coelen verantwortete Ensslin als Mitherausgeber die Theoriereihe Subjektile im Berliner Diaphanes-Verlag. Die Reihe erscheint jetzt zusammen mit weiteren Herausgebern unter dem Titel Neue Subjektile im Turia + Kant Verlag. 2009 erschien bei Suhrkamp der Band Notstandsgesetze von Deiner Hand. Briefe 1968/1969 von Gudrun Ensslin und Bernward Vesper, der den Briefwechsel zwischen seiner Mutter und seinem Vater zwischen Januar 1968 und Mitte 1969 dokumentiert und zu dem Felix Ensslin eine Nachbemerkung beisteuerte.
Der Schwerpunkt von Ensslins wissenschaftlicher Arbeit liegt auf der Untersuchung zeitgenössischer ästhetischer und philosophischer Diskurse und der psychoanalytischen Kulturtheorie. Von 2005 bis 2008 war er Mitglied des Graduiertenkollegs „Lebensformen und Lebenswissen“ an der Universität Potsdam und der Europa-Universität Viadrina in Frankfurt/Oder. Von 2008 bis 2009 war er Mitglied des Sonderforschungsbereichs 626 der Deutschen Forschungsgemeinschaft (DFG) „Ästhetische Erfahrung im Zeichen der Entgrenzung der Künste“ in Berlin. Mit Marcus Coelen zusammen unterrichtete er mehrere Semester ein fortlaufendes Seminar zu Fragen im Grenzbereich von Psychoanalyse, Philosophie und Ästhetik an der Ludwig-Maximilians-Universität München. Im Juli 2009 promovierte Ensslin an der Universität Potsdam mit seiner Arbeit Die Entbehrung des Absoluten. Eine philosophisch-psychoanalytische Untersuchung zum Subjekt der Nichtigkeit in Martin Luthers Magnificat-Auslegung. Seit 2009 ist er Theorieprofessor im neu geschaffenen Lehrstuhl für Ästhetik und Kunstvermittlung an der Kunstakademie Stuttgart.
Ensslin ist seit 1988 verheiratet.

## Im Film
In Andres Veiels Spielfilm Wer wenn nicht wir (2011), der sich auf Gerd Koenens Biografie Vesper, Ensslin, Baader stützt, wird Gudrun Ensslin (Lena Lauzemis) als junge Mutter mit ihrem Sohn Felix gezeigt. Darüber hinaus wird Felix Ensslins Kindheit fiktionalisiert und leicht variiert in einem erzählerischen Nebenstrang des Spielfilms Die bleierne Zeit von Regisseurin Margarethe von Trotta von 1981 dargestellt.

## Veröffentlichungen (Auswahl)
- Nachwort zu: Notstandsgesetze von Deiner Hand. Briefe 1968/1969 von Gudrun Ensslin und Bernward Vesper. Edition Suhrkamp, Frankfurt am Main 2009
- Genießen: Zu Wissen, Latenz und Todestrieb. In: Stefanie Diekmann, Thomas Khurana (Hrsg.): Latenz. Kulturverlag Kadmos, Berlin 2007
- Between Two Deaths: From the Mirror to Repetition. In: Felix Ensslin, Ellen Blumenstein (Hrsg.): Between two Deaths. Hatje Cantz, Berlin/Stuttgart, 2007
- Between Metonymy and Metaphor: On Iterability in Anna Oppermann’s Work. In: Anna Oppermann, Ensembles 1968–1992. Hatje Cantz, Berlin/Stuttgart, 2007
- Spieltrieb – Eine Kurzeinführung. In: Felix Ensslin (Hrsg.): Spieltrieb. Was bringt die Klassik auf die Bühne? Schillers Ästhetik heute. Theater der Zeit, Berlin 2006
- Durch einen Spiegel ein Dunkles Bild. Drama, Deutsches Nationaltheater Weimar, 2004

Übersetzungen:
- Rachael Sotos: Philosophin der Kontingenz. In: Regine Munz (Hrsg.): Philosophinnen des 20. Jahrhunderts. Wissenschaftliche Buchgesellschaft, Darmstadt 2004.
- Agnes Heller, Ferenc Fehér: Biopolitik. Campus, Frankfurt am Main 1995.
- Agnes Heller: Ist die Moderne lebensfähig? Campus, Frankfurt am Main 1995.
- Manfred Riedel: Heidegger: The Twofold Beginning of Thinking. In: Graduate Faculty Philosophy Journal. Band 16, 1993.